# دوآرته (کالیفرنیا)
دوآرته (به انگلیسی: Duarte) شهری در شهرستان لس‌آنجلس، کالیفرنیا ایالت کالیفرنیا است که در سرشماری سال ۲۰۱۰ میلادی، ۲۱۳۲۱ نفر جمعیت داشته‌است.